# Rolls Series

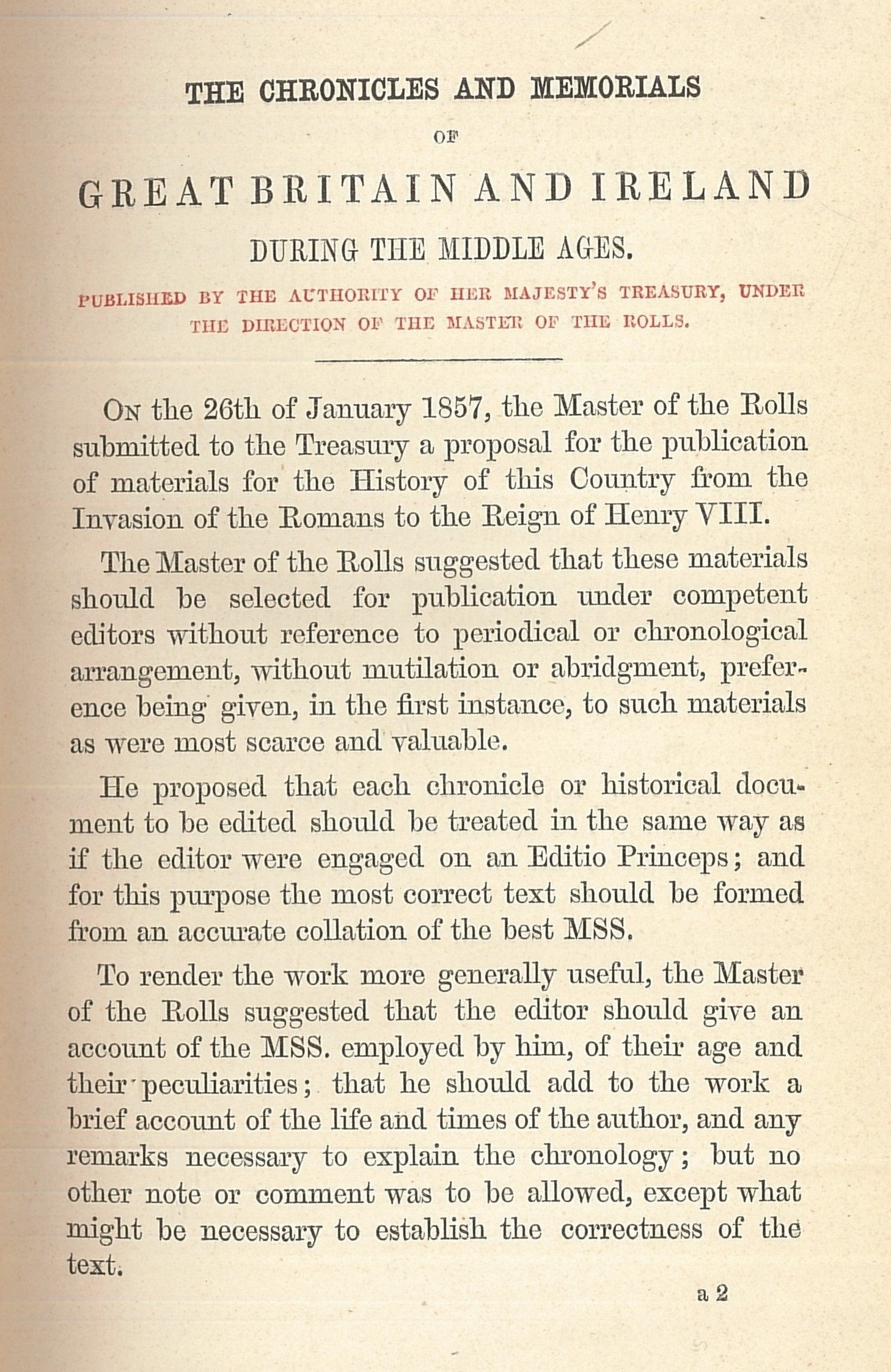
Primera pàgina del preàmbul dels volums de les Rolls Series, datada al desembre de 1857.

Les Cròniques i els Memorials de Gran Bretanya i Irlanda durant l'Edat Mitjana (llatí: Rerum Britannicarum medii aevi scriptores:), més coneguda com a Rolls Series, és la col·lecció més important de documents i fonts primàries britàniques i irlandeses. Publicades en 99 obres, que ocupen 253 volums, van ser creades entre els anys 1858 i 1911. Gairebé totes les grans cròniques angleses medievals hi són incloses, atès que la majoria de les edicions existents amb anterioritat, publicades per acadèmics dels segles XVII i XVIII, van ser considerades insatisfactòries pels acadèmics del XIX i XX. La nova recopilació va incorporar llegendes, folklore, material hagiogràfic, a més de registres arxivístics i tractats legals. La sèrie va ser finançada pel govern i pren el seu nom oficial del fet que els seus volums van ser publicats per les autoritats de Her Majesty's Treasury (ministeri d'hisenda), sota la direcció del Master of the Rolls, qui era l'oficial que custodiava els registres de la Court of Chancery i d'altres tribunals, a més de cap nominal de la Public Record Office.

## El projecte
La publicació de les Roll Series va ser iniciada pel Govern britànic d'acord amb un esquema aprovat el 1857 pel Master of the Rolls, càrrec que aleshores ostentavaJohn Romilly. Un projecte anterior de la mateixa classe, el Monumenta Historica Britannica, havia fracassat després de la publicació del primer volum (1036 pàgines, Londres, 1848) atès que l'editor principal, Henry Petrie, va morir inesperadament. Les representacions van ser fetes per Joseph Stevenson, i l'esquema del 1857 va ser el resultat directe d'aquesta apel·lació. A part de Romilly i Stevenson, una altra figura clau per determinar la direcció de l'empresa en els seus anys primerencs fou Thomas Duffus Hardy, qui va servir com a Ajudant de Manteniment dels Registres Públics de 1861 a 1878. Els primers dos volums van ser publicats el febrer de 1858: foren el primer volum de la pròpia edició d'Stevenson de la Historia Ecclesie Abbendonensis, una crònica del segle xii dC. escrita a l'Abadia d'Abingdon (el segon i darrer volum va aparèixer uns quants mesos més tard); i l'edició de F. C. Hingeston de la Historia de Illustribus Henricis de John Capgrave, del segle xv. La feina de Hingeston va ser poc acurada i les crítiques foren desfavorables.
Entre els prolifics i prestigiosos editors de les Roll Series hi trobem William Stubbs (19 volums), H. R. Luard (17 volums), i H. T. Riley (15 volums). Els editors foren generosament remunerats (Stubbs va rebre per la seva feina en aquest projecte un total de 6,600£; Luard en va rebre 6,432£; i en Riley va cobrar 6,487£). Tanmateix, tot i que els estàndards editorials eren alts, el projecte va tenir poca supervisió i es va perdre l'oportunitat de garantir un producte qualitat editorial; com a resultat hi va haver també menys edicions exitoses.